# Scyllaea
Scyllaea é um gênero de traça pertencente à família Arctiidae.